# Hermann Schlegel

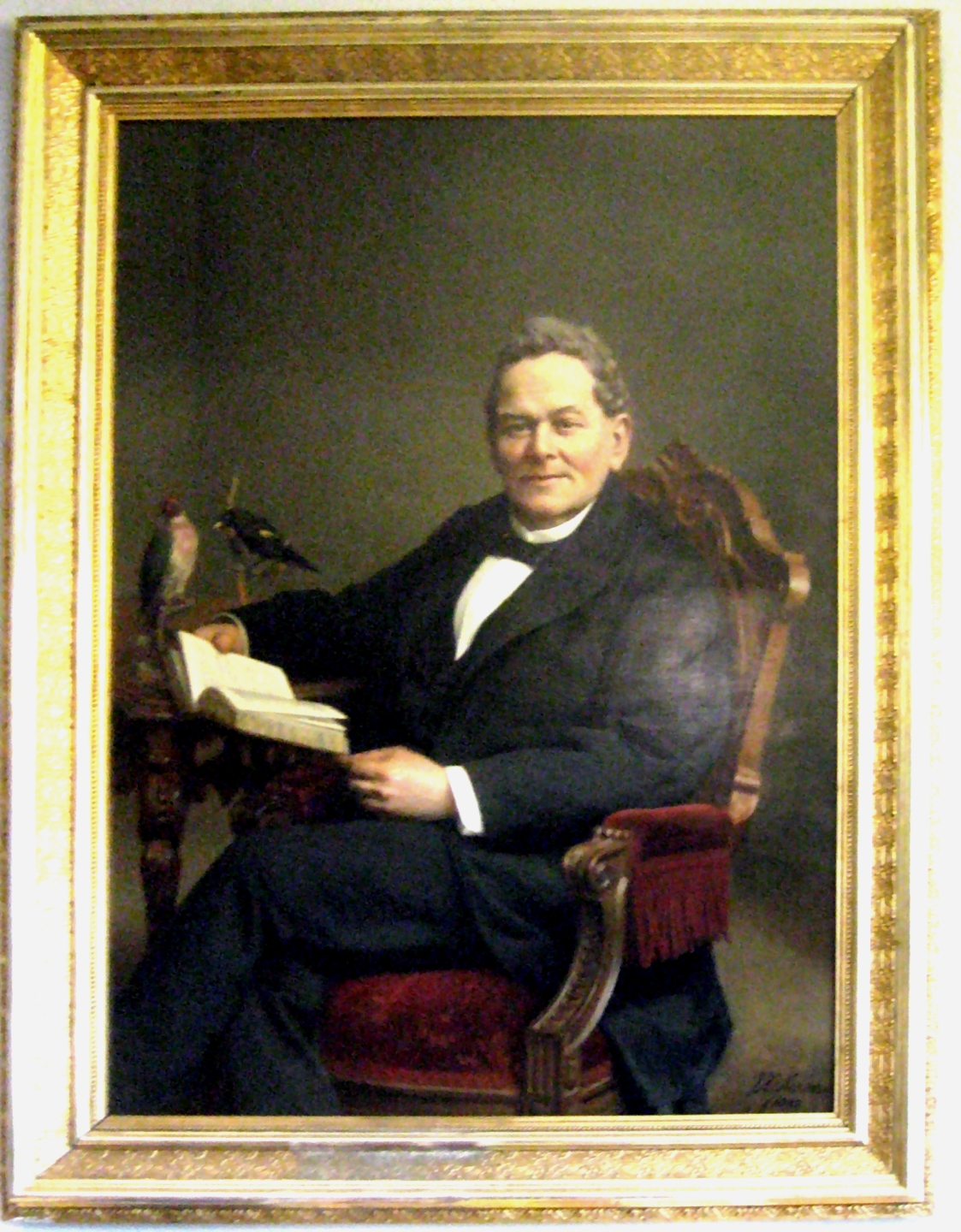
Hermann Schlegel

Hermann Schlegel, född 10 juni 1804 i Altenburg, död 17 januari 1884 i Leiden, var en tysk zoolog. Han var far till sinologen Gustaaf Schlegel.
Han var i yngre år mässinggjutare, men började sedan i Wien studera naturvetenskap samt blev 1839 konservator och 1858 direktor för det stora riksmuseet i Leiden. Schlegel ägnade sig nästan uteslutande åt systematiska studier av ryggradsdjuren och ansågs som en av de främsta artkännarna på detta område.

## Verk (urval)
- Essai sur la physiognomie des serpents (1837)
- Revue critique des oiseaux de l’Europé (1844)
- Revue méthodique et critique des collections du Museum d’histoire naturelle des Pays-Bas (1862–67)
- Recherches sur la faune de Madagascar (1868)
- Monographie des Singens (1876)* 1834–1850: Fauna Japonica.
- 1837–1844: Abbildungen neuer oder unvollstandig bekannter Amphibien: nach der Natur oder dem Leben entworfen.
- 1854: De zoogdieren geschetst.
- Traité de fauconnerie : ouvrage orné de dix sept planches. - Leide: Arnz, 1853. Digitalisierte Ausgabe der Universitäts- und Landesbibliothek Düsseldorf
- 1854–1858: De vogels van Nederland. 3 vols.
- 1857–1858: Handleiding tot de beoefening der dierkunde. 2 vols.
- 1860–1862: De dieren van Nederland. Gewervelde dieren.
- 1862–1876: Revue méthodique et critique des collections déposées dans cet établissement. 7 Vols.
- 1863–1872: De Dierentuin van het Koninklijk Zoologisch Genootschap Natura Artis Magistra te Amsterdam zoölogisch geschetst.
- 1868: Natuurlijke Historie van Nederland. De vogels.
- 1870: Natuurlijke Historie van Nederland. De kruipende dieren.
- 1870: Natuurlijke Historie van Nederland. De zoogdieren.
- 1870: Natuurlijke Historie van Nederland. De Visschen.
- 1872: De dierentuin van het Koninklijk Zoölogisch Genootszchap Natura Artis Magistra te Amsterdam. De vogels. De zoogdieren. De kruipende dieren. Met historische herinneringen van P.H. Witkamp.